# Jamie Hince
Jamie Hince (24 dicembre 1968) è un chitarrista, batterista e cantante britannico, noto per la sua militanza nella band indie rock The Kills.
Ha suonato dal 1994 al 1998 in un gruppo chiamato Scarfo nel quale ha svolto il ruolo di cantante e chitarrista.
Nel 1999 ha pubblicato due EP con il gruppo Fiji con Jeremy Stacey.
Dal 2002 suona, sotto lo pseudonimo di "Hotel", con la cantante statunitense Alison Mosshart nel gruppo indie rock/garage punk The Kills. Hince è chitarrista, batterista, seconda voce e compositore.
La sua popolarità è aumentata in seguito alla sua relazione con la top model Kate Moss, con la quale si è sposato a Southrop, nel Gloucestershire, il 2 luglio 2011.

## Discografia

### Con i Blyth Power

#### Album in studio
- The Barman and Other Stories (1988)
- Up From the Country (1988)
- Goodbye to All That (1988)
- Alnwick and Tyne (1990)
- Better to Bat (1990)

### Scarfo

#### Album in studio
- Scarfo (1995)
- Luxury Plane Crash (1997)

### Fiji

#### Album in studio
- Glue Hotel Tapes (1999, mini album)

### The Kills

#### Album in studio
- Keep on Your Mean Side (2003)
- No Wow (2005)
- Midnight Boom (2008)
- Blood Pressures (2011)
- Ash & Ice (2016)

#### Live
- Live at Third Man Records (2013)
- Live at Electric Lady Studios (2018)

#### Raccolte
- Little Bastards (2020)

#### EP
- Black Rooster EP (2002)
- Fried My Little Brains (2003)
- Run Home Slow (2005)
- The Last Goodbye (2011)
- Echo Home Non-Electric EP (2017)